# Bataille de Thoroughfare Gap
La Bataille de Thoroughfare Gap se déroule le 28 août 1862, sur le territoire des comtés de Fauquier et de Prince William, lors de la Campagne de Virginie Septentrionale (Guerre de Sécession). Petit engagement apparemment sans importance, elle a en fait une grande importance stratégique : elle fait partie de la série de brillantes manœuvres tactiques élaborées par Robert E. Lee qui précède la victoire sudiste lors de la Seconde bataille de Bull Run.

## Préliminaires

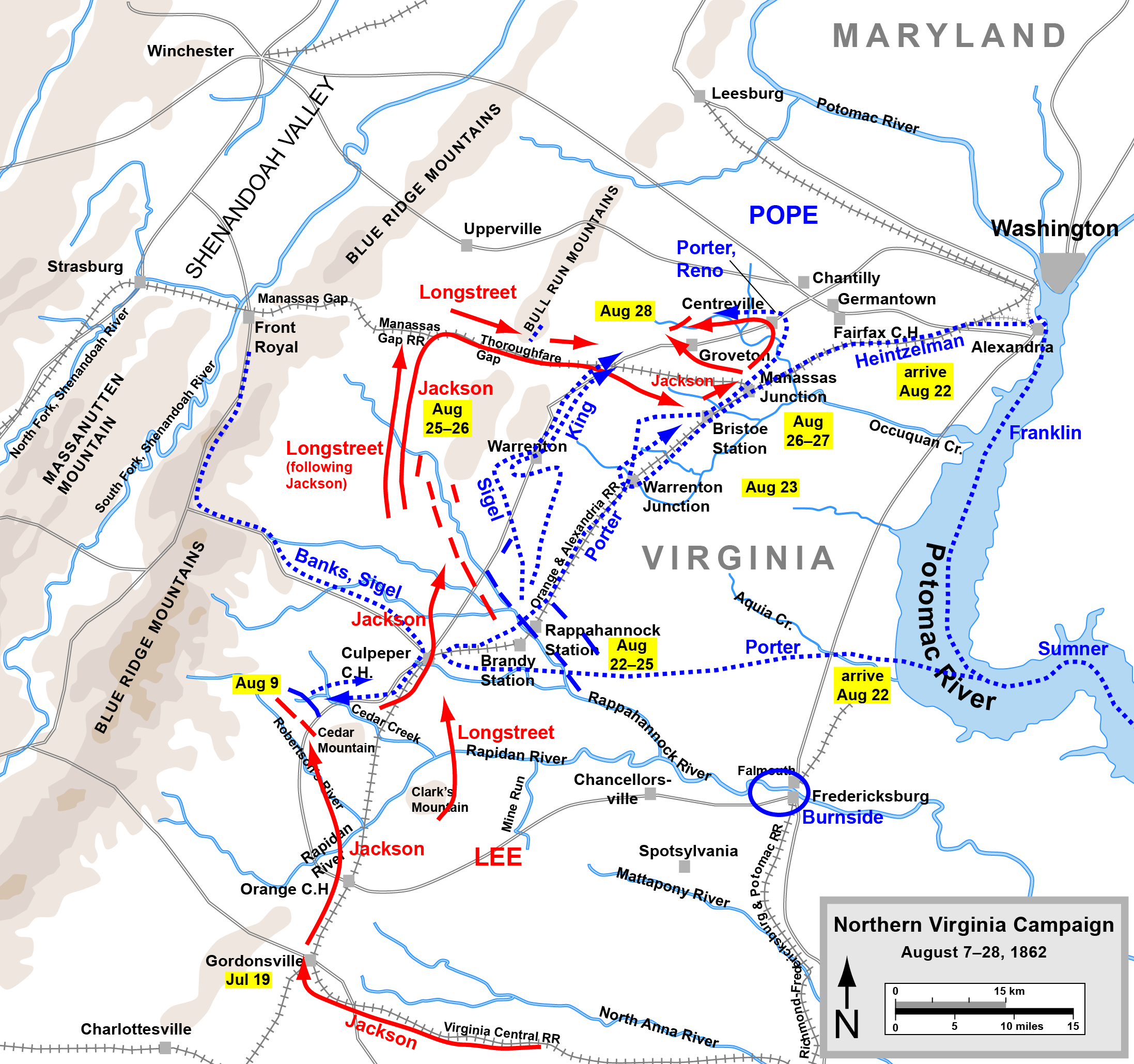
Place de la bataille de Thoroughfare Gap dans la campagne de Virginie Septentrionale : la passe au travers des Montagnes de Bull Run a été utilisée par Stonewall Jackson lors de son fameux mouvement tournant du 26-28 août, puis à nouveau le 28 par les troupes de James Longstreet.

Le 26 août, Stonewall Jackson, qui opère un large mouvement tournant, est passé par la Thouroughfare Gap (la « Brêche du Trafic », un passage dans la petite chaine des montagnes Bull Run), a surpris de nuit le grand dépôt fédéral de Manassas Junction, l'a pillé, a coupé les communications de l'armée de Virginie (unioniste) de Pope avec Washington D.C., puis est allé s'embusquer dans les bois de Stony Ridge et les talus de la voie de chemin de fer en construction.
Le 27 août, au PC fédéral de Warrenton, le major général Irvin McDowell a réagi en envoyant des troupes à Manassas Junction, et a par ailleurs confié à la brigade d'infanterie du brigadier général James B. Ricketts et au 1er régiment de cavalerie du New-Jersey du colonel Percy Windham (5 000 hommes en tout) la mission d'aller contrôler la passe de Thouroughfare Gap.
Mais Ricketts s'est arrêté à Gainesville, à 6 miles de la passe, pour garder la voie ferrée - et c'est la cavalerie qui est montée garder la passe. Il aurait été plus logique d'inverser les rôles, d'autant que dans la soirée du 27 août les 28 000 hommes du major général confédéré James Longstreet arrivent de l'ouest avec l'intention de franchir la passe et de faire leur jonction avec les troupes de Stonewall Jackson.

## Bataille
Le 28 au matin, les cavaliers fédéraux en train d'élever un abattis en travers de la route sont surpris par l'avant-garde de Longstreet. Le combat s'engage, un courrier est envoyé à Ricketts, qui s'ébranle lentement et sort de Gainesville. Les cavaliers fédéraux sont repoussés.
Dans l'après-midi du 28, les forces de Ricketts montent vers la passe et bloquent la route. Mais les confédérés occupent les hauteurs de part et d'autre de la passe et se rabattent sur les fédéraux en opérant un mouvement de tenaille. Pour éviter d'être encerclé, Ricketts fait retraite vers Gainesville.

## Conséquences
L'engagement en lui-même est peu important (pertes : une centaine d'hommes en tout), mais a des conséquences tactiques énormes : Longstreet va faire sa jonction avec Stonewall Jackson, et pourra accomplir dans 2 jours, lors de la Seconde bataille de Bull Run son historique attaque de flanc contre une armée de Virginie (unioniste) obnubilée par Jackson.

## Source
- (en) Cet article est partiellement ou en totalité issu de l’article de Wikipédia en anglais intitulé « Battle of Thoroughfare Gap » (voir la liste des auteurs).